# 阿涅摩伊
阿涅摩伊（希臘語：Ἄνεμοι）是希腊神话中四大风神的统称，包括北风神玻瑞阿斯（波瑞士）、南风神诺托斯（諾特士）、东风神欧洛斯（幽魯士）和西风神仄费洛斯（齊菲兒），皆为星空神阿斯特赖俄斯与晨光女神厄俄斯的儿子。

## 玻瑞阿斯
北风神玻瑞阿斯（希臘語：Βορέας，Boréas、Boreas）居住在色雷斯的海摩斯山的山洞里，他爱上了雅典国王厄瑞克透斯的女儿俄瑞提亚，但是遭到国王的反对。一次，玻瑞阿斯趁着俄瑞提亚在伊利索斯河边同女伴们游戏之际，刮起北风，掠走了俄里梯亚，他们生有二子二女：仄忒斯、卡拉伊斯、克勒俄帕特拉和喀俄涅。他的两个二子合成为玻瑞阿代，都参加了阿尔戈英雄的远征。为了向雅典人示好，玻瑞阿斯在色萨利欧玻亚岛摧毁了波斯国王薛西斯的舰队。作为回报，雅典人在伊利索斯河畔为他修建了祭坛。玻瑞阿斯常被描绘成生有双翼、留有胡须、极为强壮的男子形象。玻瑞阿斯在罗马神话中称为“阿奎洛”（阿魁洛）。

## 诺托斯
南风神诺托斯（希臘語：Νότος，Nótos）为希腊人带来雨和雾，在罗马神话中称作“奥斯忒耳”（奧斯特）。形象为长有翅膀留有胡子的男人。

## 欧洛斯
东风神欧洛斯（希臘語：Εύρος，Eúros、Eurus）亦称东南风神，在罗马神话中称为“沃尔图耳努斯”。

## 仄费洛斯
西风神仄费洛斯（希臘語：Ζέφυρος，Zéphuros、Zephyrus），与哈耳庇厄之一的波达耳革生下巴利俄斯和克珊托斯两匹骏马。后来为阿喀琉斯所拥有。曾按照厄洛斯的指示将普赛克吹到其宫中。仄费洛斯还是春天女神克洛里斯的情人。在羅馬神話中稱作「法翁紐士」（Favonius）。
- 玻瑞阿斯绑架俄瑞提亚。
- 一座“诺托斯”洛可可塑像，波兰华沙
- Flora And Zephyr，[法]威廉·阿道夫·布格罗，1875年